# Agrilus politus
Agrilus politus är en skalbaggsart som först beskrevs av Thomas Say 1825.  Agrilus politus ingår i släktet Agrilus och familjen praktbaggar. Inga underarter finns listade i Catalogue of Life.